# Солнцев, Роман Харисович
Роман Харисович Солнцев (наст. имя Ренат Харисович Суфеев; 21 мая 1939, село Кузкеево Мензелинского района ТАССР — 17 апреля 2007, Красноярск) — российский писатель и поэт, драматург, редактор. Заслуженный работник культуры РСФСР.

## Биография
Окончил физический факультет Казанского государственного университета, затем Высшие литературные курсы при Литературном институте им. М. Горького. Работал в геологических партиях в Сибири, физиком в Красноярском политехническим институте, журналистом. Первая публикация — в 1962 году в журнале «Смена». Первая книга — 1964. C 1965 года — профессиональный литератор, член Союза писателей СССР. В 1989 году избран народным депутатом СССР от Красноярска.
Главный редактор литературного журнала «День и ночь». Член Союза российских писателей. Автор более тридцати книг стихов и прозы. По пьесам Солнцева ставились спектакли в театрах Москвы, Красноярска и других городов, сняты фильмы «Запомните меня такой», «Торможение в небесах» (главный приз кинофестиваля в Страсбурге в 1993 г.), телесериал «Трое на красном ковре…».
Был соавтором письма, опубликованного в статье Николая Кривомазова «Рагу из синей птицы».
Заслуженный работник культуры РСФСР, кавалер ордена «Знак Почёта», лауреат премий Министерств культуры СССР и России в области драматургии.
Жил и работал в Красноярске. Похоронен на Бадалыкском кладбище города Красноярска.
Друзья мои от Омска до Читы,

умеющие спичку резать волосом

на две, умеющие тихим голосом

рассеивать влиянье темноты,

я помню вас, бродяги, мастера!

Как пес, что лезет на берег из озера,

я лапами сучу, ворча незлобливо,

за пишущей машинкою с утра.

Но если кто мне телеграмму даст,

куплю билет... И на лесной полянке

я плюну на бессмертье ради пьянки:

на что мне вечность, милые, без вас?

Или из вас любому – без меня?

(А все мы вместе – точно!–не бессмертны.)

Налейте ж мне. А ты оставь советы,

печальный страж невечного огня!

1975 
Ах, знакомые мои – просто золото.

 Эти критики мои – просто прелесть.

 Всё твердят мне они – «Выше голову!».

 Так, наверное, легче бить в челюсть 

## Избранная библиография

### Стихи
- Стихи (1964)
- Годовые кольца (1965)
- Необщая тетрадь (1968)
- Скажи сегодня (1979)
- Ночной мост (1983)
- Роман Солнцев (1991)
- Проданный дом (1993)
- Волшебные годы (1997)
- Наши грёзы (1998)
- Напоминание о счастье (1998)
- Маленькое тайное общество (1999)
- Сожженное время (2003)
- ИЗ (Избранное) (2004)
- Книга времён (2005)
- Серебряный шнур (2005)

### Проза
- Имя твоё единственное (1973)
- День защиты хорошего человека (1976)
- Лодка пойдёт на дрова (1978)
- Две исповеди (1980)
- Нож (1992)
- Дважды по одному следу (1997)
- Полураспад (2003)
- Дом, которого нет (2003)
- Минус Лавриков (2005)
- Золотое дно (2005)
- Страна АдРай (2006)

### Драматургия
- Аэропорт «Медведь» (1987)
- Люди и звери на золотой лестнице (1992)
- Дюжина пьес веселого времени (1999)
- Двойной орешек (2005)
- Побег в белые горы (2006)